# 세칸협공
세칸협공은 귀에 걸쳐온 돌을 세칸 떨어진 곳에서 협공하는 수법이다. 세칸낮은협공과 세칸높은협공이 있다.